# Carry That Weight
«Carry That Weight» (с англ. — «Неси этот груз») — песня группы «Битлз», написанная Полом Маккартни (авторство приписано Леннону и Маккартни), и часть длинной музыкальной «эстафеты» со второй стороны альбома Abbey Road. Песня является одной из немногих песен «Битлз», вокальные партии в которой исполняли все четыре участника группы. Композиция записывалась единым фрагментом вместе с предшествующей песней «Golden Slumbers».
Средняя часть песни, в которой звучат медные духовые инструменты, электрогитара и вокал, использует мотивы, представленные ранее в песне «You Never Give Me Your Money», однако с другим текстом. В окончании песни звучит характерная арпеджированная гитарная фактура, присутствующая и в нескольких других песнях данного альбома (например, «Here Comes the Sun», «I Want You (She’s So Heavy)» и «Because»).

## Интерпретации песни
Согласно музыкальному критику Иэну Макдональду, текст песни является своеобразным признанием участниками группы того, что их совместное творчество всегда будет превосходить то, что каждый из них сможет создать как независимый автор; что они отныне будут всегда нести груз своего битловского прошлого. По словам Пола Маккартни, песня лишь описывала финансовые трудности и атмосферу внутри корпорации Apple в то время. Джон Леннон в фильме «Представь себе: Джон Леннон» заявил, что «Маккартни пел обо всех нас».

## Запись песни
Студийная работа над песней выполнялась ещё в январе 1969 года, когда группа работала над рабочим альбомом «Get Back», однако те дубли не были использованы при подготовке окончательной версии.
Маккартни, Харрисон и Старр начали работу над окончательными версиями песен «Golden Slumbers» и «Carry That Weight» (которые записывались как единое целое) 2 июля 1969 года; Джон Леннон в то время находился в больнице после автомобильной аварии в Шотландии. В тот день было записано 15 базовых ритм-треков; Маккартни вёл основной вокал и играл на пианино, Харрисон играл на бас-гитаре, Старр — на ударных. Лучшими были сочтены 13-й и 15-й дубли, которые были сведены вместе 3 июля.
3 и 4 июля Маккартни записал партии основного вокала и ритм-гитары, Харрисон дозаписал партию соло-гитары, а также были записаны хоровые партии с участием всех трёх музыкантов.
30 июля были записаны дополнительные вокальные партии, включая партию Леннона, который вернулся к студийной работе 9 июля. Ещё несколько вокальных партий и добавочные партии ударных были записаны 31 июля. Партии инструментов симфонического оркестра были записаны 15 августа.
В записи участвовали:
- Пол Маккартни — дважды записанный и сведённый основной вокал, подголоски, пианино, ритм-гитара
- Джон Леннон — подголоски
- Джордж Харрисон — подголоски, бас-гитара, соло-гитара
- Ринго Старр — ударные, подголоски
- Неназванные музыканты — партии двенадцати скрипок, четырёх альтов, четырёх виолончелей, контрабаса, четырёх валторн, трёх труб, тромбона, бас-тромбона

Аранжировку симфонических инструментов выполнил Джордж Мартин.

## Кавер-версии
- Кавер-версия группы Bee Gees использовалась в музыкальном документальном фильме «Всё это и Вторая мировая война» (All This and World War II, 1976 год). Через два года эта же кавер-версия вошла в фильм «Оркестр клуба одиноких сердец сержанта Пеппера».
- Американский музыкант Les Fradkin включил инструментальную версию песни в свой альбом While My Guitar Only Plays (2005 год).
- Американская группа Cheap Trick включила данную песню в свой «живой» альбом Sgt. Pepper Live (2009 год).

## Интересный факт
Когда припев песни («Boy, you’re gonna carry that weight, сarry that weight a long time»; в переводе: «Парень, тебе нести этот груз, нести этот груз долгое время») повторяется в последний раз, при внимательном прослушивании можно заметить, что часть исполнителей, похоже, поёт «Paul, you’re gonna carry that weight…». Является ли это «задумкой» группы или лишь какими-то огрехами звукозаписи/сведения — неизвестно. Тем не менее, на данный момент (2019 год) данное «пророчество» сбывается: Джона Леннона и Джорджа Харрисона уже нет в живых, тогда как Пол Маккартни намного более успешен и популярен в сольной карьере, чем Ринго Старр.